# The Game Is Chicken
The Game Is Chicken is de zeventiende aflevering van het derde seizoen van het tienerdrama Beverly Hills, 90210, die voor het eerst werd uitgezonden op 6 januari 1993.

## Verhaal
Steve ontmoet de ruige Joe in de nablijfklas. Hij neemt Steve en Brandon mee naar een plek waar illegale en gevaarlijke autoraces worden gehouden. Hoewel Dylan hem probeert tegen te houden, vermoedt Brandon dat een van de autobestuurders degene is die Andrea heeft aangereden. Hij besluit er regelmatig te komen om meer informatie te krijgen.
Ondertussen hebben Brenda en Kelly het bijgelegd en is Dylan helemaal alleen. Ze besluiten uit te gaan op een dubbel blind date. Hun afspraakjes blijken echter jonge kinderen te zijn die meer interesse in videospelletjes. Op aandringen van Cindy moeten ze toch op de date gaan en blijken veel meer plezier dan verwacht te hebben.
Donna besluit Davids taak als dj voor school over te nemen, als al zijn tijd in beslag wordt genomen door studeren voor school. Dit is noodzakelijk om samen met Donna af te studeren.

## Rolverdeling
- Jason Priestley - Brandon Walsh
- Shannen Doherty - Brenda Walsh
- Jennie Garth - Kelly Taylor
- Ian Ziering - Steve Sanders
- Gabrielle Carteris - Andrea Zuckerman
- Luke Perry - Dylan McKay
- Brian Austin Green - David Silver
- Tori Spelling - Donna Martin
- Carol Potter - Cindy Walsh
- James Eckhouse - Jim Walsh
- Thomas Wilson Brown - Joe Wardlow
- Seth Green - Wayne
- Robert David Hall - Leraar
- Cyril O'Reilly - Frank Padilla
- Vidal Peterson - Adam